# Nazarje
Nazarje (Duits: Altenburg) is sinds 1994 een zelfstandige gemeente in de Sloveense regio Savinjska en telt 2754 inwoners (gemeentetelling 31.12.2002). In delen van de gemeente was het houtvlotten tot aan de Eerste Wereldoorlog een belangrijke bron van inkomsten.

## Woonkernen
De gemeente telt de volgende deelraden, met volgende woonkernen:
- Kokarje met Čreta pri Kokarjah, Lačja vas, Potok en Pusto Polje
- Nazarje met Dobletina, Prihova, Zavodice en Žlabor
- Šmartno ob Dreti met Brdo, Rovt pod Menino, Spodnje Kraše en Volog

### Nazarje
In Nazarje ligt kasteel Vrbovec, in oude bronnen vaker met de Duitse naam Altenburg aangeduid. Het kasteel ontstond aan de monding van de Dreta in de Savinja. De oudste vermelding van het kasteel dateert uit 1248. Het huidige aanzicht van Vrbovec stamt uit de tijd rond de verbouwingen in 1480. Aanvankelijk was het in bezit van de patriarchen van Aquilea, naderhand van de graven van Celje en aansluitend - tot 1615 - in handen van de Habsburgers. In 1615 werd het kasteel gekocht door het bisdom Ljubljana, die het tot aan de Tweede Wereldoorlog behield.
Boven het kasteel Vrbovec ligt het tussen 1600 en 1615 gebouwde Franciscaanse klooster met de kloosterkerk Maria van Nazareth. Kerk en klooster zijn al tussen 1632 en 1661 volledig herbouwd door Franciscanen, die door de Turken uit Bosnië werden verdreven. De nieuwe kerk verving de kort tevoren (1625) gebouwde kapel Onze Lieve Vrouwe van Loreto en deed voortaan dienst als parochiekerk. In 1752 werd een kloosterbibliotheek gesticht, welke in 1996 is gerestaureerd. Het gebouwencomplex doet in 2005 dienst als religieuze studie- en bezinningsplaats; een Franciscaanse gemeenschap heeft er intrek genomen.

### Kokarje
In Kokarje ligt de bedevaartskerk H. Maagd Maria. Deze kerk werd voor het eerst in 1346 genoemd. In het nabijgelegen Čreta pri Kokarjah staan op een kleine berg twee twee 15e-eeuwse laat-gotische votiefkerken van H. Catharina en van H. Moeder Gods. Deze laatste kerk is in de loop van de 16e eeuw uitgebreid met een sacristie en rond 1720 met een beneficiealtaar van H. Anna.
In oktober 1941 vocht hier in Čreta pri Kokarjah het 1e Stiermarkse partizanenbataljon zijn eerste slag met de Duitse bezetter.

### Šmartno ob Dreti
Šmartno is de grootste plaats in de gemeente en telt drie kerken. Naast de parochiekerk H. Martinus (eerste vermelding in 1426) staat buiten de kern de in hetzelfde jaar voor het eerst vermelde votiefkerkje van H. Johannes en de 16e-eeuwse kerk van HH. Gervasius en Protasius.
Het tot de deelraad van Šmartno ob Dreti behorende Volog werd voor het eerst in 1231 genoemd en vormde vermoedelijk de hoofdplaats van het Zadrečka dal.

### Overzicht plaatsen in de gemeente
Brdo, Dobletina, Čreta pri Kokarjah, Kokarje, Lačja vas, Nazarje, Potok, Prihova, Pusto Polje, Rovt pod Menino, Spodnje Kraše, Šmartno ob Dreti, Volog, Zavodice, Žlabor
Bistrica ob Sotli · Braslovče · Celje · Dobje · Dobrna · Gornji Grad · Kozje · Laško · Ljubno · Luče · Mozirje · Nazarje · Podčetrtek · Polzela · Prebold · Radeče · Rečica ob Savinji · Rogaška Slatina · Rogatec · Šentjur pri Celju · Slovenske Konjice · Šmarje pri Jelšah · Šmartno ob Paki · Solčava · Šoštanj · Štore · Tabor · Velenje · Vitanje · Vojnik · Vransko · Žalec · Zreče